# Antenna omnidirezionale

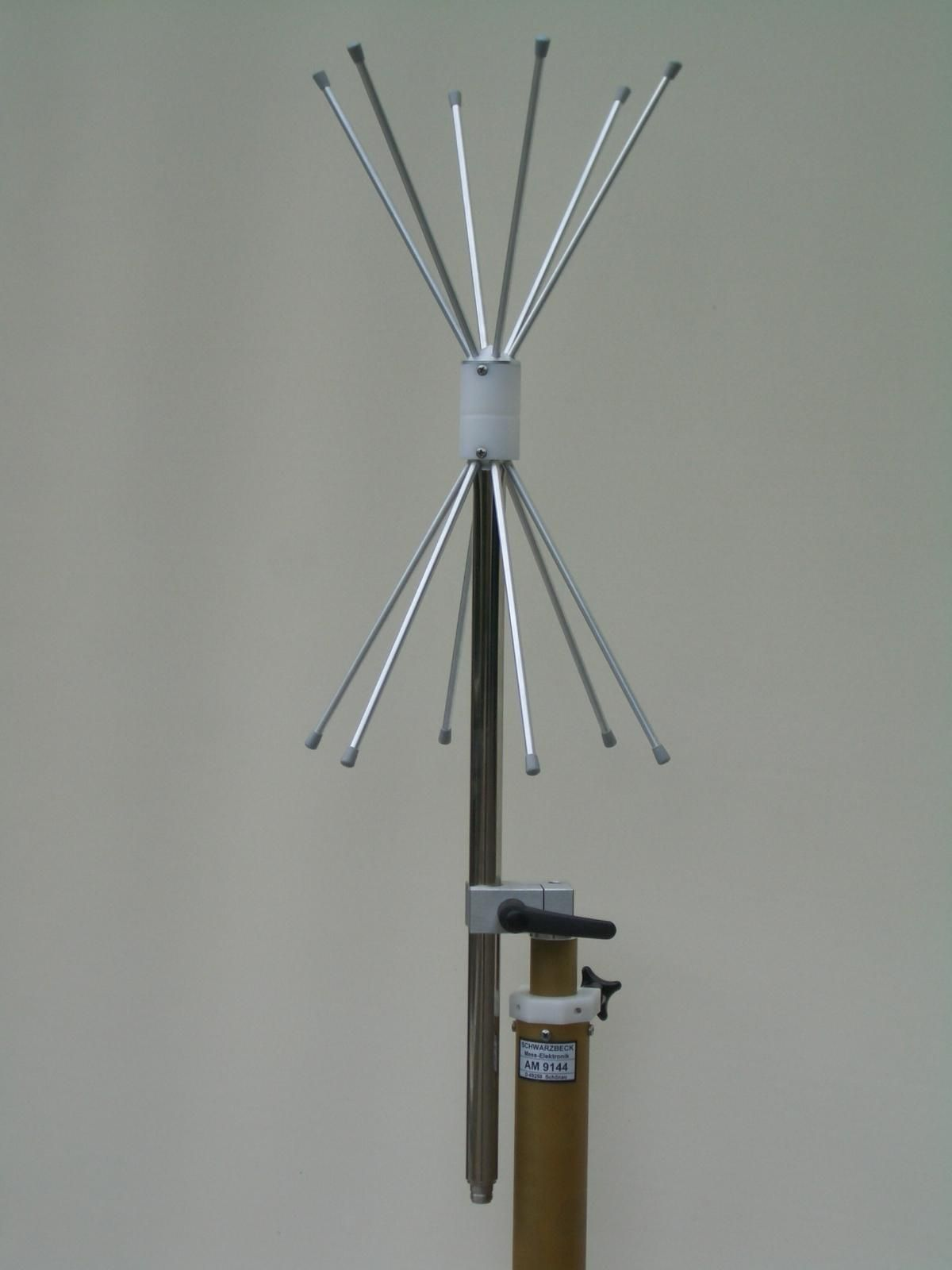
Antenna biconica verticale polarizzata VHF-UHF 170 – 1100 MHz con un diagramma omnidirezionale

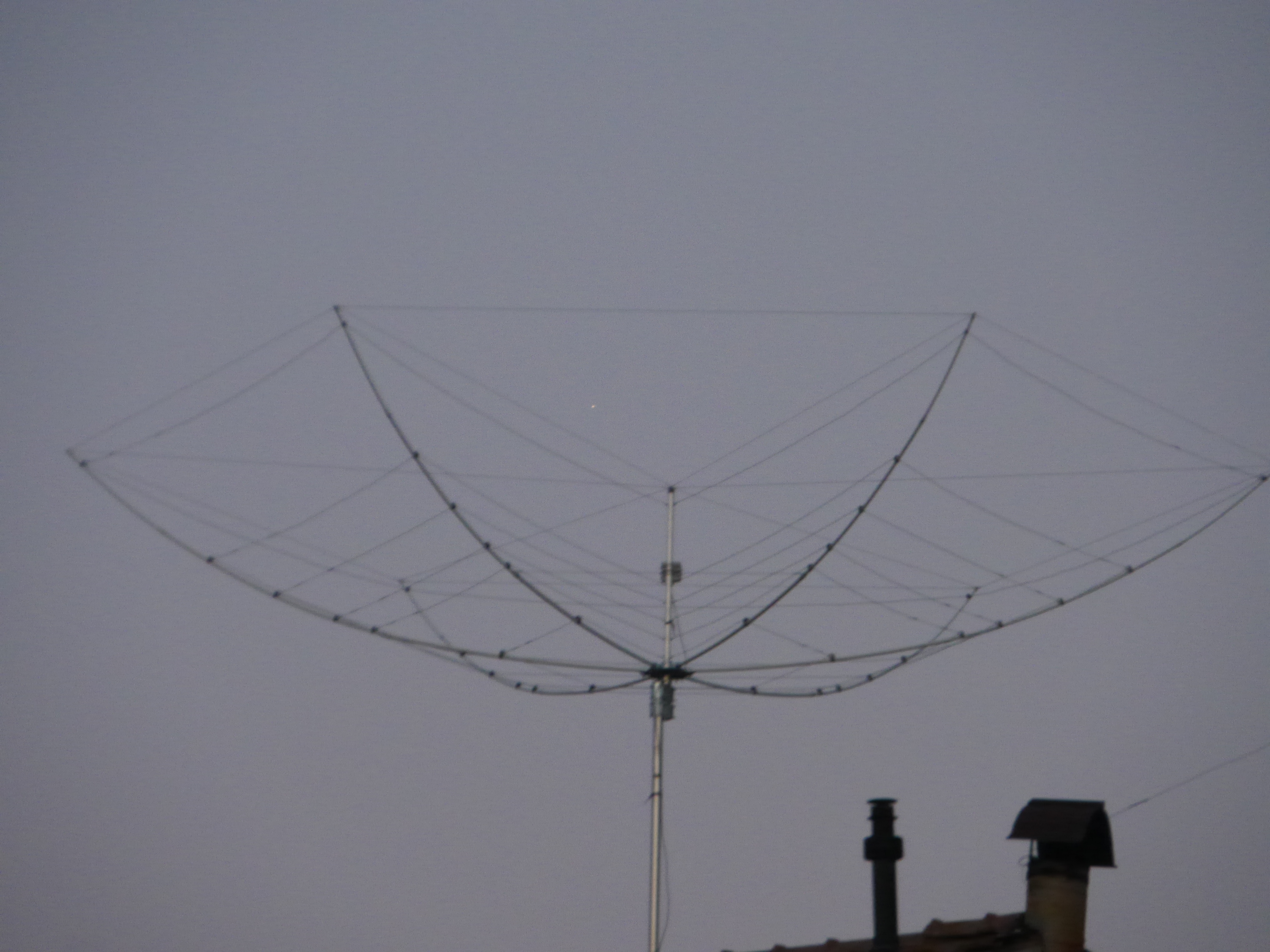
Antenna direttiva multi banda polarizzazione orizzontale orientabile tramite rotatore

Nelle telecomunicazioni via radio, un'antenna omnidirezionale è un tipo di antenna che irradia le onde radio ad una potenza uniforme in tutte le direzioni su un piano, con una potenza irradiata decrescente in relazione all'angolo al di sopra o al di sotto del piano, scendendo fino a zero sull'asse dell'antenna. La potenza irradiata raggiunge il massimo nelle direzioni orizzontali, scendendo a zero direttamente sopra e sotto l'antenna. Il diagramma di radiazione ha forma toroidale ed è a volte descritto come "a forma di ciambella". Notare che è diversa da un'antenna isotropa, astrazione di una antenna ideale che irradia la stessa potenza in tutte le direzioni con un diagramma di radiazione sferico. 
Le antenne omnidirezionali posizionate con l'asse verticale sono spesso usate come antenne non-direzionali rispetto alla superficie terrestre, dato che irradiano uniformemente in tutte le direzioni orizzontali e la potenza irradiata scende con l'aumentare dell'angolo, facendo sì che venga dispersa poca energia verso il cielo o verso il terreno. Le antenne omnidirezionali sono spesso usate dalle emittenti radiofoniche e nei dispositivi mobili che usano la radio come i telefoni cellulari, le radio FM, i walkie-talkie, reti wireless, telefoni cordless, GPS oltre alle stazioni radio base che comunicano con radio mobili, come quelle della polizia e dei radio-taxi e le comunicazioni tra aerei.

## Analisi

Diagramma di radiazione di un'antenna a dipolo

I diagrammi di radiazione omnidirezionali sono prodotti dalle più semplici antenne pratiche, antenne a monopolo e a dipolo, che consistono in una o due aste conduttori dritte su di un asse comune. Il guadagno dell'antenna (G) è definito dall'efficienza dell'antenna (e) moltiplicata alla direzionalità dell'antenna (D) e si può esprimere matematicamente come: {\displaystyle G=eD}. Un tipico rapporto tra la direzionalità del diagramma di radiazione omnidirezionale (D) in decibel e la larghezza del fascio a metà potenza (HPBW) basata sull'assunzione di un diagramma {\displaystyle \sin {b\theta }/{b\theta }} è:
{\displaystyle D=10\log _{10}{\left({101.5 \over {HPBW-0.00272(HPBW)^{2}}}\right)}\;\;dB.}